# Famille des comètes quasi-Hilda
La famille des comètes quasi-Hilda (en anglais abrégé en QHC pour les initiales de Quasi-Hilda Comets) est un sous-groupe des comètes de la famille de Jupiter. L'appellation comète quasi-Hilda a été inventée en 1979 par l'astronome slovaque Ľubor Kresák.

## Orbites des comètes quasi-Hilda
Les comètes quasi-Hilda ont des éléments orbitaux très similaires à ceux des astéroïdes du groupe de Hilda, et présentent le critère le plus remarquable d'avoir une période en résonance 2:3 avec la planète Jupiter. L'excentricité moyenne est de 0,27, mais on trouve des comètes d'excentricité comprise entre 0,5 et 0,6. Les valeurs de leurs paramètres de Tisserand sont comprises entre 2,90 et 3,04.

## Liste de comètes quasi-Hilda
La liste suivante répertorie les comètes appartenant à la famille quasi-Hilda. Cette liste ne doit pas être considérée comme statique mais est sujette à de fréquents changements puisqu'en plus des nouvelles découvertes, les évolutions futures des comètes repertoriées peuvent provoquer soit leur inclusion soit leur exclusion de cette famille :
| Nom                                           | Demi-grand axe en ua                                                           | excentricité                                                                   | inclinaison en degrés (°)                                                      |
| --------------------------------------------- | ------------------------------------------------------------------------------ | ------------------------------------------------------------------------------ | ------------------------------------------------------------------------------ |
| 36P/Whipple                                   | 4,17                                                                           | 0,259                                                                          | 9,94                                                                           |
| 39P/Oterma*                                   | 7,25                                                                           | 0,246                                                                          | 1,94                                                                           |
| 74P/Smirnova-Tchernykh                        | 4,17                                                                           | 0,148                                                                          | 6,65                                                                           |
| 77P/Longmore                                  | 3,60                                                                           | 0,358                                                                          | 24,40                                                                          |
| 82P/Gehrels                                   | 4,14                                                                           | 0,124                                                                          | 1,13                                                                           |
| 111P/Helin-Roman-Crockett                     | 4,05                                                                           | 0,140                                                                          | 4,23                                                                           |
| 117P/Helin-Roman-Alu                          | 4,09                                                                           | 0,255                                                                          | 8,70                                                                           |
| 129P/Shoemaker-Levy                           | 4,09                                                                           | 0,188                                                                          | 3,08                                                                           |
| 135P/Shoemaker-Levy                           | 3,83                                                                           | 0,290                                                                          | 6,05                                                                           |
| 147P/Kushida-Muramatsu                        | 3,80                                                                           | 0,277                                                                          | 2,37                                                                           |
| 212P/NEAT                                     | 3,93                                                                           | 0,579                                                                          | 22,40                                                                          |
| 215P/NEAT                                     | 4,03                                                                           | 0,199                                                                          | 12,79                                                                          |
| 228P/LINEAR                                   | 4,16                                                                           | 0,177                                                                          | 27,92                                                                          |
| 231P/LINEAR-NEAT                              | 4,02                                                                           | 0,247                                                                          | 12,33                                                                          |
| 246P/NEAT                                     | 4,01                                                                           | 0,287                                                                          | 15,99                                                                          |
| 362P/2008 GO98 (= (457175) 2008 GO98)         | 3,96                                                                           | 0,281                                                                          | 15,57                                                                          |
| D/1977 C1 (Skiff-Kosai)                       | 3,85                                                                           | 0,259                                                                          | 3,20                                                                           |
| D/1993 F2 (Shoemaker-Levy) (Shoemaker-Levy 9) | n'existe plus à la suite de son impact avec la planète Jupiter en juillet 1994 | n'existe plus à la suite de son impact avec la planète Jupiter en juillet 1994 | n'existe plus à la suite de son impact avec la planète Jupiter en juillet 1994 |
| P/1996 R2 (Lagerkvist)                        | 3,78                                                                           | 0,310                                                                          | 2,61                                                                           |
| P/1999 XN120 (Catalina)                       | 4,18                                                                           | 0,214                                                                          | 5,03                                                                           |
| P/2001 YX127 (LINEAR)                         |                                                                                |                                                                                |                                                                                |
| P/2002 O8 (NEAT)                              |                                                                                |                                                                                |                                                                                |
| P/2003 CP7 (LINEAR-NEAT)                      |                                                                                |                                                                                |                                                                                |
| P/2004 F3 (NEAT)                              |                                                                                |                                                                                |                                                                                |
| P/2010 H2 (Vales)                             | 3,85                                                                           | 0,193                                                                          | 14,26                                                                          |

(*) 39P/Oterma était une comète quasi-Hilda jusqu'en 1963, date d'un passage près de Jupiter.

## Captures en tant que satellites temporaires ou collisions
Plusieurs comètes quasi-Hilda ont été soumises de façon spectaculaire aux perturbations gravitationnelles de la planète Jupiter, devenant des satellites temporaires ou entrant en collision avec elle :
- La comète 39P/Oterma a été capturée comme satellite temporaire de Jupiter de 1935 à 1939 et de 1962 à 1964[4].
- La comète 82P/Gehrels a été capturée comme satellite temporaire de Jupiter de 1966 à 1974[3].
- La comète 111P/Helin-Roman-Crockett a été un satellite temporaire de Jupiter de 1967 à 1985 (3 tours de la planète) et le sera de nouveau entre 2068 et 2086 (6 tours de la planète)[5].

- La comète 147P/Kushida-Muramatsu a été capturée comme satellite temporaire de Jupiter de 1949 à 1961[3].
- La comète D/1993 F2 (Shoemaker-Levy), dite Shoemaker-Levy 9, a été capturée comme satellite temporaire de Jupiter dans les années 1960 ou 1970 avant d'entrer en collision avec la planète entre le 16 et le 22 juillet 1994 après s'être fragmentée puis être entrée dans la limite de Roche de la planète[6].
- La comète P/1996 R2 (Lagerkvist) a été capturée comme satellite temporaire de Jupiter de 1983 à 1993[3].